# Charles-Godefroy de La Tour d'Auvergne
Charles-Godefroy de La Tour d'Auvergne , né le 11 juillet 1706 à Paris et décédé le 24 octobre 1771 au château de Montalet (Issou), est duc de Bouillon de 1730 à 1771.

## Biographie
Charles-Godefroy est le dernier des sept enfants d'Emmanuel-Théodose de La Tour d'Auvergne, duc de Bouillon (1668-1730), et de Marie-Armande de La Trémoille (1677-1717). Cadet de la maison de La Tour d'Auvergne, il devient l'héritier à la mort de son frère aîné Frédéric Maurice Casimir de La Tour d'Auvergne et épouse sa jeune veuve.
Charles-Godefroy est grand chambellan de France de 1728 à 1747 sous Louis XV. Il est un des rares joueurs d'échecs à avoir remporté une partie contre le Turc mécanique de Johann Wolfgang von Kempelen. Le 8 mai 1738, Charles Godefroy vend la vicomté de Turenne à Louis XV. 

## Union et descendance
Il est marié le 2 avril 1724 avec Marie-Charlotte Sobieska (1697-1740), fille de Jacques-Louis-Henri Sobieski, avec qui il a :
- Marie-Louise (1725-1793), mariée à Jules-Hercule-Mériadec de Rohan-Guéméné, prince de Guémené et duc de Montbazon ;
- Godefroy Charles Henri de La Tour d'Auvergne (1728-1792), duc de Bouillon.

De sa relation avec Marie-Geneviève Rinteau (1730-1775) dite « Mademoiselle de Verrières », aussi maîtresse de Maurice de Saxe (1696-1750), il a un fils :
- Charles Godefroy (1750-1823).

## Sources
- Ducs et pairs et duchés-pairies laïques à l'époque moderne : (1519-1790), Christophe Levantal, Paris 1996, p 471.